# 양산 통도사 인적 및 동인
양산 통도사 인적 및 동인(梁山 通度寺 印籍 및 銅印)은 대한민국 경상남도 양산시 하북면, 통도사에 있는 각종 도장을 보관하는 도장함과 도장이다. 
1979년 5월 2일 경상남도의 유형문화재 제105호 인적 및 동인으로 지정되었다가, 2018년 12월 20일 현재의 명칭으로 변경되었다.

## 개요
각종 도장을 보관하는 도장함과 도장으로 이루어져 있으며, 도장함은 사각형의 목재로 이루어져 있고, 뚜껑까지 잘 갖추어져 있다.
표면은 상어껍질로 장식하고 각 모서리마다 금속장식을 부착하여 우아함과 견고성을 보여줌으로써, 그 속에 넣어둔 도장의 중요성을 강조하고 있다.
도장 3개는 모두 동으로 만들어졌으며, 하나는 조선 현종 12년(1671)에 만들어졌고, '불법승(佛法僧)'이라 새겨 있다. 다른 하나는 연대를 새겨 놓은 글자는 보이지 않지만, 그 형태나 재질로 보아 위의 것과 비슷한 연대에 만든 것으로 추정되며, '신흥사승통인(新興寺僧統印)'이라고 새겨 있다. 나머지 하나는 재질이나 형태로 보아 앞의 2점보다는 연대가 아래이며, 통도사에서 책에 찍었던 도장으로 보인다.

## 참고 자료
- 양산 통도사 인적 및 동인 - 국가유산청 국가유산포털